# 3次元映像
3次元映像（さんじげんえいぞう、英: Stereoscopy）とは、観察者から立体的に見える映像のこと。3D映像、立体映像、3D立体視とも呼ばれる。その映像による動画のことを3次元動画、3D動画、立体動画という。写真や印刷物の立体視に関しては、ステレオグラムを参照。
あるオブジェクトを立体的に、観察者と同じ空間に存在するかのように知覚させるためには、観察者の左右の眼に視差 (parallax) のある映像を表示する（両眼視差 binocular parallax と呼ばれる）と同時に、観察者の頭部運動に合わせて映像の見え方を変化させる（運動視差 motion parallax と呼ばれる）必要がある。後者の要求は、被写体がどの方向からでも正しく見える映像と言うこともでき、映画『スター・ウォーズ』に登場する「レイア姫の映像」を例に挙げて説明されることもある。

## 実装

### 表示装置
3次元映像の表示には大きく分けて2つのアプローチがある。
3次元ディスプレイ
種々の方式が提案されている。ディスプレイとしての大きさを有し、そこにディスプレイデバイスが存在している必要があるが、観察者の頭部動きに応じた見え方の変化（運動視差）には、本質的に時間の遅れが存在しない。
ヘッドマウントディスプレイ (HMD)
頭部に装着するディスプレイ装置。頭部の動きと表示の時間差や位置推定のずれがほとんどないHMDシステムは、究極の臨場感を与える。ディスプレイとしての大きさが必要なく、原理的には視野を覆うような広角のものも製作できるが、観察者の頭部の動きに合わせて両眼の映像を生成して表示するため、頭部の動きと表示との時間の遅れが存在しうる。

### 3次元映像の規格
記録方式、伝送方式、表示方式それぞれの互換性（機器における方式相互の変換を含む）については2011年現在、統一が取れていない。
- アナグリフ方式
- サイド・バイ・サイド方式
  - 2011年現在、日本の3Dテレビ放送およびDVD、Blu-rayソフトではサイド・バイ・サイドのMT方式が主流。
  - MT（NHKメディアテクノロジー）
  - RealD 3D
- トップ・アンド・ボトム方式
  - SENSIO 3D
- ライン・バイ・ライン方式
  - インターレース方式とも呼ばれる。対応する3次元ディスプレイの表示方式は偏光式。
- フレームシーケンシャル方式
  - 対応する3次元ディスプレイの表示方式は液晶シャッター式。
- Blu-ray 3D
  - 記録方式としてH.264/MVCを、伝送規格にはフレームパッキング方式を採用している。「Blu-ray 3D」方式は、前記のサイド・バイ・サイドのMT方式（を採用したBlu-ray）とは異なる。
- AVCHD 3D
  - Blu-ray 3Dと同じく、記録方式としてH.264/MVCを、伝送規格にはフレームパッキング方式を採用している。AVCHD Ver.2.0で標準化。

## その他
一部のTV番組などのメディアでは、3DCGで作られた平面映像や、プロジェクションマッピング（立体物に平面映像を投影する表現手法）による映像を3次元映像や立体映像と誤って呼ぶことがある。
応用としては異なる2つの映像を1つの画面にそれぞれ別に表示する「DualView」「SimulView」「ExPixel」がある。
従来では不明だった深さの映像が見えるため、医療分野にも使われることもある。